# Austrolimnophila strigimacula
Austrolimnophila strigimacula là một loài ruồi trong họ Limoniidae. Chúng phân bố ở miền Australasia.